# منتخب تونس لكرة القدم المصغرة
منتخب تونس لكرة القدم المصغرة (بالفرنسية: Équipe de Tunisie de minifootball)‏ (بالإنجليزية: Tunisia national minifootball team)‏، الملقب بنسور قرطاج، يمثل تونس في مسابقات كرة القدم المصغرة الدولية والإفريقية والعربية. وهو تابعة للجامعة التونسية لكرة القدم المصغرة.

## سجلات البطولة
كأس العالم لكرة القدم المصغرة
| سجل كأس العالم لكرة القدم المصغرة | سجل كأس العالم لكرة القدم المصغرة | سجل كأس العالم لكرة القدم المصغرة | سجل كأس العالم لكرة القدم المصغرة | سجل كأس العالم لكرة القدم المصغرة | سجل كأس العالم لكرة القدم المصغرة | سجل كأس العالم لكرة القدم المصغرة | سجل كأس العالم لكرة القدم المصغرة | سجل كأس العالم لكرة القدم المصغرة |          |
| السنة                             | الدور                             | المركز                            | لعب                               | فوز                               | تعادل                             | خسر                               | له                                | عليه                              |          |
| --------------------------------- | --------------------------------- | --------------------------------- | --------------------------------- | --------------------------------- | --------------------------------- | --------------------------------- | --------------------------------- | --------------------------------- | -------- |
| الولايات المتحدة 2015             | لم تشارك                          | لم تشارك                          | لم تشارك                          | لم تشارك                          | لم تشارك                          | لم تشارك                          | لم تشارك                          | لم تشارك                          | لم تشارك |
| تونس 2017                         | 1/4 نهائيات                       | 5th                               | 5                                 | 3                                 | 1                                 | 1                                 | 13                                | 14                                |          |
| أستراليا 2019                     | 1/8 نهائيات                       | 15th                              | 4                                 | 1                                 | 2                                 | 1                                 | 9                                 | 8                                 |          |
| مجموع                             | 2/3                               | 1/4 نهائيات                       | 9                                 | 4                                 | 3                                 | 2                                 | 22                                | 22                                |          |

كأس القارات لكرة القدم المصغرة
| سجل كأس القارات لكرة القدم المصغرة | سجل كأس القارات لكرة القدم المصغرة | سجل كأس القارات لكرة القدم المصغرة | سجل كأس القارات لكرة القدم المصغرة | سجل كأس القارات لكرة القدم المصغرة | سجل كأس القارات لكرة القدم المصغرة | سجل كأس القارات لكرة القدم المصغرة | سجل كأس القارات لكرة القدم المصغرة | سجل كأس القارات لكرة القدم المصغرة |
| السنة                              | الدور                              | المركز                             | لعب                                | فوز                                | تعادل                              | خسر                                | له                                 | عليه                               |
| ---------------------------------- | ---------------------------------- | ---------------------------------- | ---------------------------------- | ---------------------------------- | ---------------------------------- | ---------------------------------- | ---------------------------------- | ---------------------------------- |
| تونس 2019                          | النهائي                            | 2rd                                | 4                                  | 3                                  | 0                                  | 1                                  | 21                                 | 6                                  |
| مجموع                              | 1/1                                | النهائي                            | 4                                  | 3                                  | 0                                  | 1                                  | 21                                 | 6                                  |

كأس إفريقيا لكرة القدم المصغرة
| سجل كأس إفريقيا لكرة القدم المصغرة | سجل كأس إفريقيا لكرة القدم المصغرة | سجل كأس إفريقيا لكرة القدم المصغرة | سجل كأس إفريقيا لكرة القدم المصغرة | سجل كأس إفريقيا لكرة القدم المصغرة | سجل كأس إفريقيا لكرة القدم المصغرة | سجل كأس إفريقيا لكرة القدم المصغرة | سجل كأس إفريقيا لكرة القدم المصغرة | سجل كأس إفريقيا لكرة القدم المصغرة |
| السنة                              | الدور                              | المركز                             | لعب                                | فوز                                | تعادل                              | خسر                                | له                                 | عليه                               |
| ---------------------------------- | ---------------------------------- | ---------------------------------- | ---------------------------------- | ---------------------------------- | ---------------------------------- | ---------------------------------- | ---------------------------------- | ---------------------------------- |
| ليبيا 2018                         | نصف النهائي                        | 3rd                                | 5                                  | 3                                  | 2                                  | 0                                  | 25                                 | 4                                  |
| نيجيريا 2020                       | لم يشارك بسبب جائحة كورونا         | لم يشارك بسبب جائحة كورونا         | لم يشارك بسبب جائحة كورونا         | لم يشارك بسبب جائحة كورونا         | لم يشارك بسبب جائحة كورونا         | لم يشارك بسبب جائحة كورونا         | لم يشارك بسبب جائحة كورونا         | لم يشارك بسبب جائحة كورونا         |
| مجموع                              | 1/1                                | 3rd المركز                         | 5                                  | 3                                  | 2                                  | 0                                  | 25                                 | 4                                  |

البطولة العربية لكرة القدم المصغرة
| سجل البطولة العربية لكرة القدم المصغرة | سجل البطولة العربية لكرة القدم المصغرة | سجل البطولة العربية لكرة القدم المصغرة | سجل البطولة العربية لكرة القدم المصغرة | سجل البطولة العربية لكرة القدم المصغرة | سجل البطولة العربية لكرة القدم المصغرة | سجل البطولة العربية لكرة القدم المصغرة | سجل البطولة العربية لكرة القدم المصغرة | سجل البطولة العربية لكرة القدم المصغرة |
| السنة                                  | الدور                                  | المركز                                 | لعب                                    | فوز                                    | تعادل                                  | خسر                                    | له                                     | عليه                                   |
| -------------------------------------- | -------------------------------------- | -------------------------------------- | -------------------------------------- | -------------------------------------- | -------------------------------------- | -------------------------------------- | -------------------------------------- | -------------------------------------- |
| مصر 2020                               |                                        |                                        |                                        |                                        |                                        |                                        |                                        |                                        |
| مجموع                                  | 1/1                                    |                                        |                                        |                                        |                                        |                                        |                                        |                                        |